# Maria Besora i Soler
Maria Besora i Soler   (Figueres, 1994) és una activista política catalana. De cara a les eleccions al Parlament de Catalunya de 2015, va ocupar la posició 12 de la llista de la CUP - Crida Constituent per la circumscripció de Girona. Al 2019, en les eleccions generals del 28A encapçalà la llista de Front Republicà a Girona. Des de la Tercera Assemblea de Poble Lliure, el 2020, és secretària nacional d'aquest partit que dona suport a la CUP.